# Primary Colors
Primary Colors is een Amerikaanse dramafilm uit 1998. De film werd geregisseerd door Mike Nichols en was een verfilming van de sleutelroman Primary Colors: A Novel of Politics dat een gefictionaliseerd verslag gaf van de eerste presidentiële campagne van Bill Clinton in 1992. Het boek was oorspronkelijk anoniem verschenen, maar bleek geschreven door journalist Joe Klein.
De belangrijkste rollen in de film worden gespeeld door John Travolta, Emma Thompson, Billy Bob Thornton, Kathy Bates, Maura Tierney, Larry Hagman en Adrian Lester. Kathy Bates werd genomineerd voor een Academy Award voor Beste Vrouwelijke Bijrol, de film zelf werd genomineerd voor een Academy Award voor Beste Bewerkte Scenario.
Er was enige kritiek op de film omdat die uitkwam rond dezelfde tijd dat president Clinton, het personage waarop Jack Stanton gebaseerd is, onder vuur lag vanwege het seksschandaal rond Monica Lewinsky.

## Verhaal
Henry Burton(Adrian Lester) is een dertigjarige politieke idealist die komt te werken als 2e man van het campagneteam van de Democratische gouverneur Stanton. Na zes jaar op topniveau te hebben gewerkt in het Capitool als assistent van de meerderheidsleider, lijdt hij aan een burn-out. Jack Stanton (John Travolta) is een charismatische gouverneur uit de Zuidelijke Verenigde Staten die een gooi doet naar de Democratische nominatie voor de presidentsverkiezingen en daarbij meer dan geholpen wordt door zijn echtgenote Susan. Net als de Democratische voorverkiezingen beginnen komen er echter enkele (seks)schandalen bovendrijven. Een oud gouverneur van Florida springt midden in de campagne in de race, lijkt te gaan winnen en besluit dan opeens zich terug te trekken. Henry is van alles getuige en weet waarom de Stantons samen uiteindelijk het Witte Huis zullen gaan veroveren.

## Rolverdeling
| Acteur             | Personage                       |
| ------------------ | ------------------------------- |
| John Travolta      | Gouverneur Jack Stanton         |
| Emma Thompson      | Susan Stanton                   |
| Billy Bob Thornton | Richard Jemmons                 |
| Kathy Bates        | Libby Holden                    |
| Larry Hagman       | Gouverneur Fred Picker          |
| Adrian Lester      | Henry Burton                    |
| Stacy Edwards      | Jennifer Rogers                 |
| Maura Tierney      | Daisy Green                     |
| Diane Ladd         | Mamma Stanton                   |
| Paul Guilfoyle     | Howard Ferguson                 |
| Kevin Cooney       | Senator Lawrence Harris         |
| Rebecca Walker     | March Cunningham                |
| Caroline Aaron     | Lucille Kaufman                 |
| Tommy Hollis       | William "Fat Willie" McCullison |
| Rob Reiner         | Izzy Rosenblatt                 |
| Ben L. Jones       | Arlen Sporken                   |
| J. C. Quinn        | Uncle Charlie                   |
| Allison Janney     | Miss Walsh                      |
| Robert Klein       | Norman Asher                    |
| Mykelti Williamson | Dewayne Smith                   |
| Geraldo Rivera     | zichzelf                        |
| Charlie Rose       | zichzelf                        |
| Larry King         | zichzelf                        |
| Bill Maher         | zichzelf                        |
| Sophia Choi        | zichzelf                        |
| Chelcie Ross       | Charlie Martin                  |
| Tony Shalhoub      | Eddie Reyes                     |
| John Vargas        | Lorenzo Delgado                 |